# Camille Rowe
Camille Chrystal Pourcheresse, mais conhecida como Camille Rowe (Paris, 7 de janeiro de 1986) é uma modelo e atriz franco-americana que apareceu na capa da Playboy em 2016.

## Biografia
Rowe nasceu em Paris, filha de mãe americana, que era modelo e dançarina no clube Le Lido, e pai francês, cuja família trabalha com restaurantes. Sua infância foi dividida entre França, Nova Iorque e Califórnia.

## Carreira
Rowe foi descoberta em 2008, em um café em Le Marais, Paris, enquanto estudava em uma universidade e em 2012  se tornou o rosto de Chloé. Ela já apareceu em revistas como Vogue Paris, Marie Claire Italia, Madame Figaro, Vogue Italia, Vogue España e Elle France. Ela também modelou para Louis Vuitton, Gap, Abercrombie & Fitch, Tommy Hilfiger, Seafolly, Rag & Bone, H&M, Tory Burch, Ralph Lauren e Adidas Originals.
Em 2016, Rowe apareceu na capa da Playboy. Em 2017 iniciou um namoro com o cantor Harry Styles, ficando juntos até o final de 2018. Nesse ano ela participou do Victoria's Secret Fashion Show de 2018.
Além de modelo, Camille estrelou mais de seis filmes e contracenou com grandes nomes do cinema, como Anthony Hopkins. Ela também lançou duas coleções de roupa, uma com a Palbo X marca francesa e sua última coleção foi com a marca RVCA.

## Filmografia

### Cinema
| Ano  | Título                                           | Personagem     | Gênero            | Idioma  | Notas                       |
| ---- | ------------------------------------------------ | -------------- | ----------------- | ------- | --------------------------- |
| 2010 | Notre Jour Viendra                               | Mulher Inglesa | Drama             | Francês | Longa-metragem              |
| 2012 | Deadliest Catch                                  |                | Drama / Aventura  | Inglês  | Reality show (8ª temporada) |
| 2016 | L'Idéal                                          | Monica         | Drama / Comédia   | Francês | Longa-metragem              |
| 2017 | Rock'n Roll                                      | Camille        | Comédia           | Francês | Longa-metragem              |
| 2019 | Je Voudrais Que Quelqu'un M'attende Quelque Part | Margaux        | Drama / Romance   | Francês | Longa-metragem              |
| 2019 | Butcher Boy                                      | Mia            | Terror            | Inglês  | Curta-metragem              |
| 2019 | Hosea                                            | Cate           | Drama             | Inglês  | Longa-metragem              |
| 2019 | Now Is Everything                                | Matilda        | Drama             | Inglês  | Longa-metragem              |
| 2020 | Knuckledust                                      | Serena         | Ação / Suspense   | Inglês  | Longa-metragem              |
| 2020 | Cosmic Dawn                                      | Aurora         |                   | Inglês  | Longa-metragem              |
| 2021 | The Deep House                                   | Tina           | Suspense / Terror | Inglês  | Longa-metragem              |
| TBA  | Apneia                                           |                | Suspense          | Francês |                             |

### Videoclipes
| Ano  | Canção       | Artista     |
| ---- | ------------ | ----------- |
| 2011 | Call Me Back | The Strokes |
| 2014 | Alien Days   | MGMT        |